# Dmitrij Konstantinovitj av Ryssland
Dmitrij Konstantinovitj av Ryssland, född 1860, död 1919, var en rysk storfurste. Han var son till Konstantin Nikolajevitj av Ryssland och kusin till tsar Alexander III av Ryssland. Han var verksam i det militära. Han arresterades under ryska revolutionen och sköts i Peter-Paulfästningen.
Han arresterades under ryska revolutionen och sköts i Peter-Paulfästningen tillsammans med Georg Mikhailovitj av Ryssland, Nikolaj Mikhailovitj av Ryssland och Pavel Aleksandrovitj av Ryssland i januari 1919. De dömdes till att avrättas av tjekan som respons på avrättningen av kommunisterna Karl Liebknecht och Rosa Luxemburg i Tyskland. 